# Osídlování pohraničí
Osídlování pohraničí byl největší přesun obyvatelstva vnitrozemského charakteru v českých dějinách, který probíhal v letech 1945 až 1952. Migrace měla za následek především sociální změny, které jsou v menší míře patrné i v současnosti, ale také změny demografické či hospodářské. Osídlování pohraničí se odehrávalo časově i organizačně současně s odsunem německé národnosti z Československa. Celá akce osídlování se realizovala na základě schválených tzv. Benešových dekretů. Cílem osídlování pohraničí bylo vytvořit zde prosperující oblast se vzkvétajícím zemědělstvím a průmyslem.

## Vymezení pojmu pohraničí

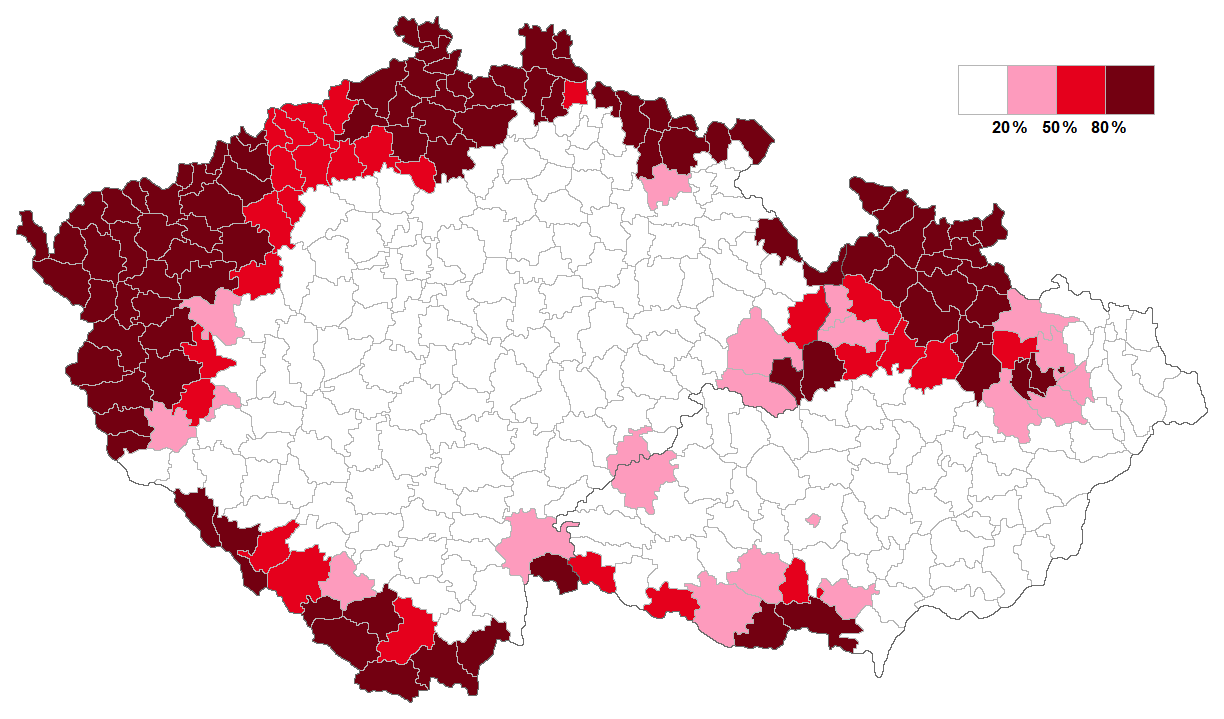
Podíl německého obyvatelstva v soudních okresech dle sčítání z roku 1930

Jedná se o území hraničních okresů přiléhající k dnešní česko-polské, česko-německé a česko-rakouské státní hranici. V těchto oblastech žilo německé obyvatelstvo až do let 1945–1947. S výjimkou Mostecka, Opavska, Domažlicka a některých dalších menších regionů zde německé obyvatelstvo představuje majoritní populaci. Toto území se překrývalo se současným pojetím Sudet. Pohraničí českých zemí však nikdy netvořilo oddělený a celistvý celek jak po stránce národnostní, hospodářské či geografické.

## Situace v pohraničí před osídlováním
Plány na osídlování pohraničí se objevovaly u exilové vlády již od roku 1938. Diskutovalo se o poválečném postavení německé menšiny. Jediný osídlovací plán byl vytvořen domácím odbojem. Potřeba odsunu byla často diskutována od roku 1942 v londýnském exilovém prostředí. Jedním z největších zlomů v prosazování pojetí přesunu byla návštěva presidenta Edvarda Beneše v prosinci roku 1943 v Moskvě. Další projednávání k osídlení pohraničí se vedla v březnu 1945 u příležitosti projednávání vládního programu politických stran Národní fronty v Moskvě a poté v dubnu 1945 v Košicích při jeho vyhlášení. V důsledku prohry Německa, ústupem vojsk a rozpadu nacistického mocenského aparátu byla u sudetských Němců vyvolána nejistota a strach z odvety. Sudetští Němci však ve značné míře zůstávali věrní nacistické ideologii. Pro Čechy však znamenal konec války osvobození z okupace a obnovení samostatné republiky v podobě republiky bez Němců.

## Zemědělské osídlování
Základní znaky zemědělského osídlování pohraničí byly nastíněny již během druhé světové války. Domácímu odboji i zahraničnímu exilu bylo zřejmé, že nová republika se bude ve velké míře lišit od republiky předmnichovské a jedním z hlavních úkolů bude provedení nové pozemkové reformy. Zemědělským osídlováním pohraničí se zabýval Osídlovací úřad a ministerstvo zemědělství. Osídlovací úřad řešil všechny problémy a záležitosti s osídlováním tohoto území. Pohraničí zaujímalo z pohledu zemědělství velmi důležitou oblast. Jednalo se o území, kde se nacházela třetina orné půdy a více než tři čtvrtiny luk a pastvin, více než třetina lesů, většina rybníků a vodních ploch. Celé vyvlastnění a přidělování pozemků bylo realizováno na základě třech presidentských dekretů. A to konkrétně na dekretu č. 5/1945 Sb. ze dne 19. 5. 1945 o neplatnosti o některých majetkových právních jednání z doby nesvobody, o národní správě majetkových hodnot Maďarů, Němců, zrádců a kolaborantů a některých organizací a ústavů, č.dekretu 12/1945 Sb. ze dne 21. 6. 1945 o konfiskaci a urychleném rozdělení zemědělského majetku Němců, Maďarů, jakož i zrádců a nepřátel českého a slovenského národa a dekretu č. 28/1945 Sb. ze dne 20. 7. 1945 o osídlení zemědělské půdy Němců, Maďarů a jiných nepřátel státu českými, slovenskými a jinými slovanskými zemědělci. Na základě těchto dekretů mělo státu připadnout tři milióny hektarů lesní a zemědělské půdy. Toto nově nabyté bohatství však nebyl stát schopen spravovat sám a tak vytvořil novou funkci národního správce. Jednalo se o schopné zemědělce a živnostníky, kteří měli být náležitě prověřeni. Tito lidé museli být pod dohledem Osídlovacího úřadu, projít výběrovými řízeními a byli povinni dokazovat své úspěchy či neúspěchy. Pravomocí státu bylo tyto osoby odvolat při zjištění, že se svým majetkem špatně zacházejí. Jako hlavní motivace ale sloužil fakt, že národní správce mohl živnost či polnost získat do svého vlastnictví v případě, že se osvědčil. Velkou otázkou také bylo, o jak velké zemědělské příděly se vlastně bude jednat. Pozemky po válce přiděloval Národní pozemkový fond. Horní hranice přídělu zemědělské půdy byla vymezena na 13 hektarů. Tímto rozhodnutím se centrální postavou měl stát střední rolník, který by hospodařil samostatně na získané půdě. Nemohl ji ani prodat či pronajmout bez souhlasu Národního pozemkového fondu. Jak se později ukázalo, příděl 13 hektarů však mnoho osídlenců nezvládlo. Schopnější zemědělci, kteří byli schopní obhospodařit více polností však neměli možnost tyto polnosti získat. Společnost byla uzavřena ve stejných přídělech půdy, bez možností expanze.

## Nezemědělské osídlování
Přibližně od května do poloviny září 1945 trvala tzv. divoká fáze při osídlování českého pohraničí. Toto osídlování se zakládalo na principu svobodného rozhodnutí jedinců a jejich rodin, probíhalo spontánně, živelně a bez centrálního řízení. S tímto nezemědělským osídlováním bylo spojeno násilné vyhánění Němců a zadržování jejich objektů, podniků, movitého majetku a zemědělských usedlostí. Na výzvu vlády odešlo po osvobození přibližně 200 000 lidí z vnitrozemí do pohraničních oblastí. K těmto výzvám se připojovala prohlášení správních komisí i národních výborů. Tyto orgány jsou často označovány za první iniciátory a organizátory osídlování. V případě větších průmyslových podniků vznikaly osídlovací závodní rady. V roce 1945 vznikl Ústřední koordinační výbor Národní fronty, který řešil otázky osídlení. Presidentský dekret č. 5/1945 Sb. z 19. května 1945 zřídil instituci „národní správy", základní právní předpoklad osídlování. Československá armáda byla 15. června 1945 pověřena také odsunem německého obyvatelstva, jak po stránce organizační, tak technické. Protože chyběl orgán, který by toto osídlování řídil, byl 17. července 1945 vydán dekret presidenta republiky č. 27/1945 Sb. kterým byl zřízen Osídlovací úřad v Praze a Bratislavě. Po přijetí dekretu č. 27/1945 Sb. následovalo vydávání dalších právních norem, které se vztahovaly obecně k osídlování - statut Osídlovacího úřadu, vydaný vládou a vyhlášený ministerstvem vnitra vyhláškou č. 72/1945 ze dne 24. září 1945 a další presidentský dekret č. 108/1945 Sb. ze dne 25. října 1945 o konfiskaci nepřátelského majetku a Fondu národní obnovy. Statut a jednací řád fondů byl pak vydán vládním nařízením ze dne 1. března 1946 č. 45/1946 Sb. Podle dekretu č. 108/1945 Sb. bez náhrady propadl konfiskaci movitý i nemovitý nezemědělský majetek Němců, Maďarů i zrádců národa. Z konfiskace byla vyňata pouze ta část movitého majetku, která byla nezbytně potřebná pro uspokojování životních potřeb a nebo k vykonávání zaměstnání těchto osob a jejich rodin. Konfiskaci nepodléhal také majetek, který od 29. září 1938 byl pozbyt československými občany pod tlakem okupace či v důsledku národnostní, rasové nebo politické perzekuce. Tato opatřeni se netýkala také osob, které byly prokazatelně antifašisty. Pro správu tohoto majetku se zřizovaly Fondy národní obnovy. Majetek zkonfiskovaný touto formou byl za úhradu určen k přidělení fyzickým či právnickým osobám. Nejvýznamnější převod masového charakteru týkající se konfiskovaného drobného majetku začal v červnu 1947. Za výhodné sumy, stanovené vyhláškou č. 2141/1946 Sb. z 3. prosince 1946, se prodávaly osídlencům movitosti po Němcích, především však bytového charakteru. Prodej se týkal předmětů ze 695 226 domácností. Osídlovacím úřadům a Fondům národní obnovy se podařilo do konce července 1949 ve spolupráci s místními národními výbory zorganizovat tyto prodeje až v 10 046 obcích. Zisk z těchto prodejů byl vyčíslen částkou 3,976 miliardy korun. Po únoru 1948 došlo k reorganizaci těchto dvou úřadů. Tato reorganizace však byla vyvolána nástupem komunistů k moci. Osídlovací úřady byly pak zrušeny 9. března 1950 zákonem č. 18/1950 Sb. Působnost přecházela na Fondy národní obnovy, které byly řízeny ministerstvem financí. Celková hodnota majetku, která byla německému obyvatelstvu zkonfiskována, nebyla nikdy přesně vyčíslena, avšak odhadem se hovoří o 300 miliardách Kčs.

### Průmysl
Odsunem Němců hrozilo ochromení hospodářství v pohraničí, zejména průmyslu. Československé hospodářství se nemohlo úspěšně rozvíjet, pokud by bylo hospodářství oslabeno v části, ve které byl umístěn silný průmysl. Podíl pohraničí na těžbě hnědého uhlí se pohyboval okolo 94 % a u kamenného uhlí to bylo téměř 55 %. Koncem roku 1945 v pohraničních oblastech bylo v provozu téměř 8 268 průmyslových závodů. Téměř 53 % zaměstnanců v těchto závodech bylo německé národnosti. Řešila se otázka, co je považováno za větší prioritu. Odsun velké části Němců by znamenal nadměrný úbytek pracovníků. Provedení odsunu Němců však bylo bráno jako důležitější. I tak byly v průmyslu ponechány bezmála desítky tisíc německých pracovníků.
V průběhu dvou let se však nahrazení většiny německých pracovníků zdařilo. Vysoká mobilita zaměstnanců, stěhování nových pracovníků z venkova či vysoké státní investice a bytové zástavby vytvořily velice rychle vhodné podmínky pro život bezmála statisíců lidí, kteří dosídlili pohraniční území. Vysoké investice do pohraničních oblastí však měly i své stinné stránky. V důsledku soustředění zájmu na oblasti pohraničí docházelo k zanedbání jiných, zejména však západních a severovýchodních oblastí českého pohraničí. Venkovský život se s takovým zájmem nesetkal. Z těchto oblastí začali nespokojení zemědělci odcházet již v roce 1948. Dalším problémem byla také kolektivizace. Proti zakládání zemědělských družstev zde nevznikal téměř žádný odpor. Obyvatelstvo nemělo k půdě dostatečný vztah a na kolektivizaci reagovalo útěkem zpět domů, odkud přišli. Začátkem 50. let byly velice časté případy, kdy rodiny tajně rozprodaly majetek a utekly zpět domů. V září 1953 začalo doosidlování pohraničních oblastí, obyvatelstvo se stahovalo do větších obcí a menší obce a horské osady se značně vylidnily. V průběhu osídlování pohraničí se ukázalo, jak těžké je uměle konstruovat společnost na místě, kde příchozí lidé nemají žádné kořeny.

## Dosídlování
Od poloviny 50. let se vláda zabývala řešením otázky, jak v pohraničí ustálit novou populaci. Po roce 1953 se vládní a stranické organizace rozhodly pro tzv. dosidlovací akci. S touto aktivitou byla zřízena funkce a aparát Vládního zmocněnce pro otázky osídlování pohraničních okresů. Tímto způsobem vláda reagovala na nedostatky a chyby, které se projevily při osídlování v letech 1946 - 1952. Úřad vládního zmocněnce pracoval do roku 1958 na komplexním dosídlování, které mělo za úkol řešit stabilitu obyvatelstva v pohraničních oblastech.

## Reemigrace obyvatelstva

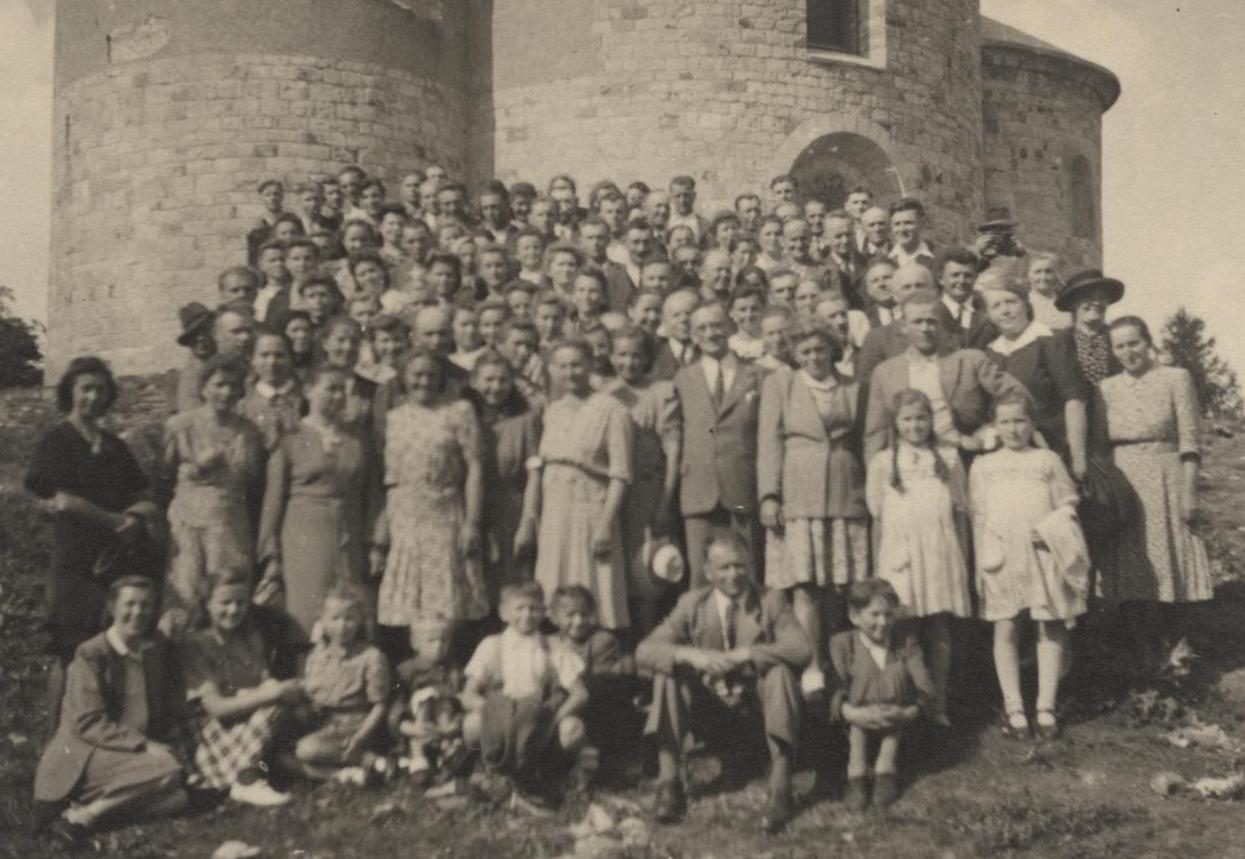
Volyňští Češi na Řípu, 1947

V květnu roku 1945 se rozhodlo o přijímání obyvatel osadníků z ciziny a také začalo být uskutečňováno. Největší důraz byl kladen na získání volyňských Čechů, kteří se chtěli usadit na Žatecku. Od této chvíle nastaly s přesunem volyňského obyvatelstva problémy. Nebylo možné, aby se bezmála 30 tisíc volyňských Čechů usadilo v jednom okrese. Nakonec zůstala na Žatecku, Podbořansku a Litoměřicku jen polovina volyňských Čechů. Druhá polovina se usadila do ostatních pohraničních okresů, zejména na Moravě to byly Šumperk, Šternberk a Mikulov.
Mezi další reemigranty patřili například krajané z Rumunska a Jugoslávie. Podstatně menší počet reegrimantů pocházel z Belgie, Ameriky, Itálie a Anglie. Tito reemigranti však nevytvořili početnější skupinky osídlenců. Tato rumunská, volyňská či jugoslávská centra si své tradice nesou v povědomí starších generací i v současnosti.

## Vývoj osídlování od roku 1947
Osidlovací proces začal po roce 1947 ztrácet na síle. Byly vyčerpány vnitřní zdroje obyvatelstva a vliv měl také fakt, že vnitrozemí nabízelo po válce také dobré možnosti pracovního uplatnění. Migrační přírůstek postupně klesal, ale naopak přirozený přírůstek obyvatelstva rostl. Mezi lety 1950 až 1952 dochází ke stěhování přibližně 450 000 osob oběma směry, jak z vnitrozemí do pohraničí a zpět, tak také na Slovensko. Na konci roku 1952, který je považován za rok, kdy dochází k ukončení hromadné a spontánní migrační vlny, žily ve srovnání s rokem 1930 na území pohraničí pouze dvě třetiny obyvatel. Počátkem 50. let se migrační proces značně zpomalil.